# 臺北市大安區幸安國民小學
臺北市大安區幸安國民小學（Taipei Municipal Xingan Elementary School），簡稱幸安國小，位於臺灣臺北市大安區仁愛路三段22號。成立於1933年4月，當時名稱為幸尋常小學。